# Al-Rumaythiyya
al-Rumaythiyya (arabiska: اَلرُّمَيْثِيَّة), även transkriberat ar-Rumaythiyya, är ett distrikt (mintaqa) i Kuwait. Det ligger i provinsen Hawalli, i den centrala delen av landet, 11 km sydost om huvudstaden Kuwait. al-Rumaythiyya hade 58 135 invånare 2013. Närmaste större samhälle är Hawalli, 5 km åt nordväst. 